# Bonaires fotbollsförbund
Bonaires fotbollsförbund, officiellt Federashon Futbòl Boneriano, är ett specialidrottsförbund som organiserar fotbollen på Bonaire.
Förbundet grundades 1960 och gick med i Concacaf 2013. Förbundet är inte anslutet till Fifa men använder landskoden BES i officiella sammanhang. Bonaires fotbollsförbund har sitt huvudkontor på ön Bonaire.